# Солхеймар

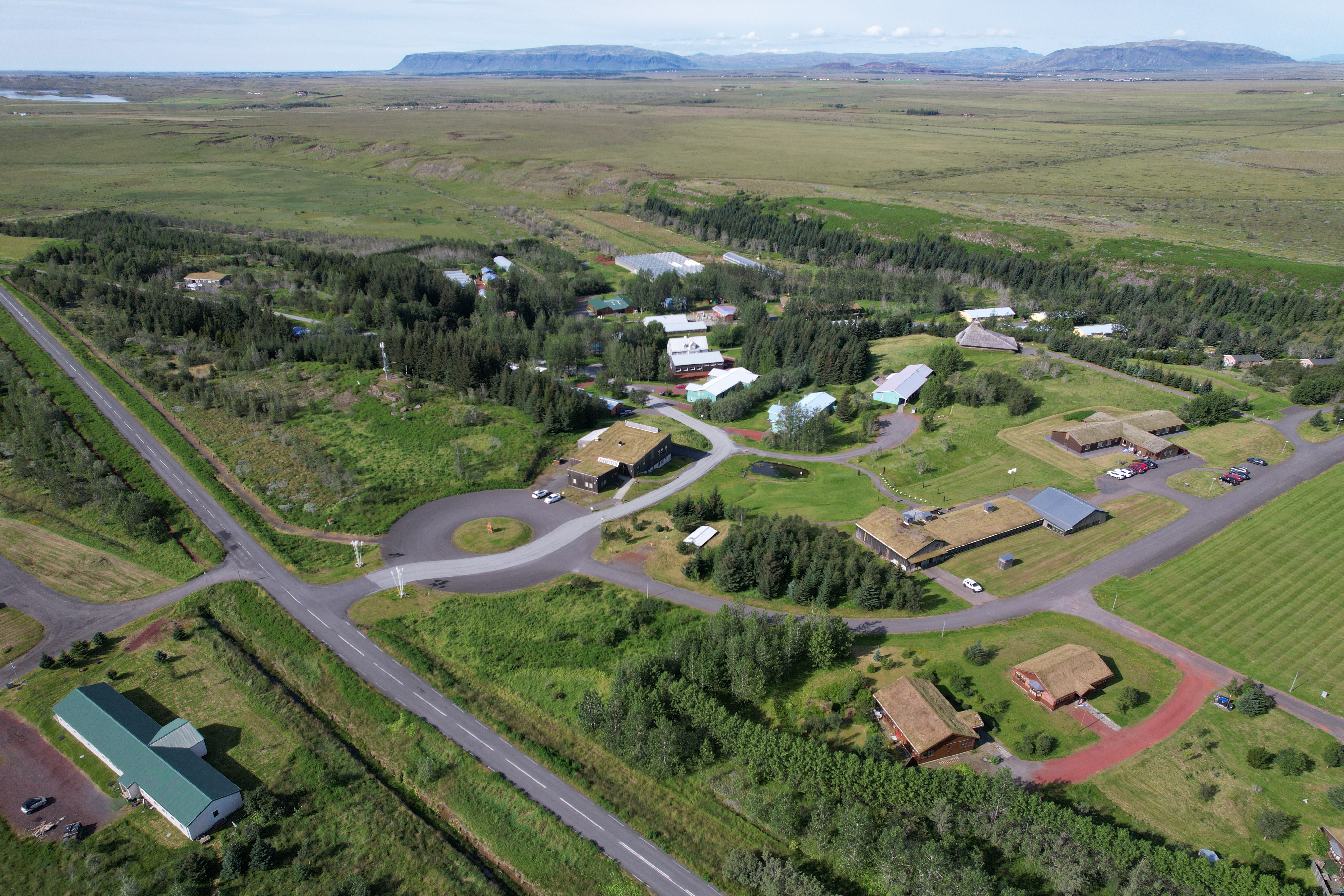
Sólheimar

Солхеймар (исл. Sólheimar — дом Солнца) — экодеревня в муниципалитете Гримснес-ог-Грабнинхсхреппюр региона Сюдюрланд Исландии.
Деревню основала в 1930 году Сесселья Сигмудсдоттир как поселение для детей с нарушениями психики, жизнь в котором была бы сосредоточена на органическом садоводстве, здоровой пище и художественном самовыражении.
В настоящее время в поселении постоянно живут и работают около 100 человек, из которых 40 — люди с ментальными и физическими особенностями, а остальные — волонтёры из Исландии и других стран. Деревня является популярным объектом туризма.